# Чиуауа
Чихуахуа пренасочва насам.  За породата кучета вижте Чихуахуа (куче).
Чиуауа (на испански: Chihuahua) е щат разположен в северозападната част на Мексико с население 3 376 062 души (2009) и обща площ 244 938 km², което го прави първият по големина щат в Мексико. Столица е град Чиуауа.

## География
На север щата граничи с американските щати Тексас и Ню Мексико, по протежението на границата между САЩ и Мексико.

## Население
Населението на щата през 2009 година е 3 376 062 души, от тях 55 % са бели, индианците са около 5 % а останалите са предимно метиси.